# 重音符
重音符 或 抑音符（grave accent；  ` ；◌̀、美國 /ɡreɪv/ or 英國 /ɡrɑːv/）是一個變音符號，用於希臘語（1982年前）、法語、加泰羅尼亞語、威爾士語、義大利語、越南語、蘇格蘭蓋爾語、挪威語、葡萄牙語和其他語言內。

## 高度
重音符在一些的羅曼語族內用來標記母音 e 和 o 的構音高度。在法語、義大利語和加泰羅尼亞語裡，有這標記的母音表示其為開的。
在加泰羅尼亞語裡，重音符被用來標記重音及某些重音母音的不同音量，如 è [ɛ]對é [e]，或ò [ɔ]對ó [o]。而其子母 a 只能取重音符而不能取銳音符，i 和 u 則相反。
在義大利語裡，重音符除了用來標記重音（當放在 a、i、u 以上時）之外，亦用來標記開放發音：è = [ɛ] (對應於é = [e]); ò = [ɔ] (對應於ó = [o])。例子和更多的訊息請見銳音符。
在法語裡，重音符有兩種用途。放在字母e上時，它標記母音的不同音量：è [ɛ]和e [ə]。放在字母a和u上時，它對發音沒有作用，而只是用來分別拼寫相同的同音異義字而已。
在越南語裡，重音符用來標記聲調中的玄聲（陽平）。

### 編程用途
重音符在編程方面有獨立（非和其他字元結合）的用途，在此情況又可稱為「反引號」（或）。

#### 指令替代
大部份Unix shell以及程式語言如Perl、PHP以及Ruby等都以成對的重音符作指令替代，意思是以某一個指令的輸出結果作為另一個指令的輸入項。例如以下指令：
```
echo It is now `date`
```

在替代指令後會等如：
```
echo It is now 
一 8月 11 05:42:43 GMT 2025
```

在正式執行時會產生以下輸出結果：
```
It is now 
一 8月 11 05:42:43 GMT 2025
```

#### 資料庫
在SQL語句中，重音符可用以標示表格或欄位等的名稱。

## 外部連結
- Diacritics Project—All you need to design a font with correct accents （页面存档备份，存于）
- ASCII and Unicode quotation marks （页面存档备份，存于）—"Please do not use the ASCII grave accent as a left quotation mark"
- Keyboard Help （页面存档备份，存于） - Learn how to create world language accent marks and other diacriticals on a computer